# Pang Mapha (huyện)
Pang Mapha (tiếng Thái: ปางมะผ้า) là huyện (amphoe) cực bắc của tỉnh Mae Hong Son, phía bắc Thái Lan.

## Lịch sử
Nhiều địa điểm tiền sử ở khu vực Pang Mapha. Địa điểm nổi tiếng nhất là động Spirit, do Chester Gorman phát hiện giữa thập niên 1960, nơi có cư dân từ năm 9000 đến 5500 trước Công nguyên thuộc những người Hoabinhia. Hai khu vực quan trọng khác gần đó là động thung lũng Banyan và động Steep Cliff. Địa điểm được phát hiện gần đây là động Tham Lot.
Chính quyền đã lập tiểu huyện Pang Mapha (King Amphoe) ngày 1 tháng 4 năm 1987 thông qua việc tách hai tambon Soppong và Pang Mapha từ huyện Mueang Mae Hong Son. Đơn vị này đã được nâng cấp thành huyện ngày 5 tháng 12 năm 1996.

## Địa lý
Các huyện giáp ranh (từ phía đông nam theo chiều kim đồng hồ) là: Pai, Mueang Mae Hong Son của tỉnh Mae Hong Son và bang Shan của Myanmar. Sông chính ở huyện này là Khong.

## Hành chính
Huyện này được chia thành 4 phó huyện (tambon), các đơn vị này lại được chia ra thành 38 làng (muban). Không có khu vực thành thị, có 4 Tổ chức hành chính tambon.
| STT | Tên        | Tên tiếng Thái | Số làng | Dân số |  |
| --- | ---------- | -------------- | ------- | ------ |  |
| 1.  | Soppong    | สบป่อง          | 8       | 7.398  |  |
| 2.  | Pang Mapha | ปางมะผ้า        | 11      | 4.017  |  |
| 3.  | Tham Lot   | ถ้ำลอด          | 7       | 3.784  |  |
| 4.  | Napu Pom   | นาปู่ป้อม         | 12      | 4.509  |  |